# Братель Сергій Григорович
Братель Сергій Григорович (н. 1981, Київ, УРСР) — український науковець, кандидат юридичних наук, професор, завідувач кафедри поліцейської діяльності Національної академії внутрішніх справ.

## Життєпис
Народився у 1981 році в Києві. 2002 року закінчив Національну академію внутрішніх справ України за спеціальністю «Правознавство». 
У 2024 році закінчив Національну академію внутрішніх справ за спеціальністю «Публічне управління та адміністрування».

### Трудова діяльність
Червень 2002 р. – жовтень 2004 р. – служба в органах внутрішніх справ.
Листопад 2004 р. – січень 2007 р. – ад’юнкт докторантури та ад’юнктури Національної академії внутрішніх справ України.
Січень 2007 р. – серпень 2015 р. – викладач, старший викладач, доцент, заступник начальника, начальник кафедри адміністративної діяльності Національної академії внутрішніх справ.
Серпень 2015 р. – серпень 2016 р. – декан факультету № 3 (м. Івано-Франківськ) Національної академії внутрішніх справ.
Серпень 2016 р. – березень 2017 р. – начальник відділу організації науково-дослідної роботи Національної академії внутрішніх справ.
Березень 2017 р. – листопад 2021 р. – професор кафедри поліцейського права Національної академії внутрішніх справ.
Листопад 2021 р. – квітень 2024 р. – перший проректор Одеського державного університету внутрішніх справ.
Квітень 2024 р. – травень 2024 р. –  Головне управління Національної поліції в Херсонській області.
Травень 2024 р. – лютий 2025 р. - перший проректор Одеського державного університету внутрішніх справ.
Лютий 2025 р. - березень 2025 р. - Головне управління Національної поліції в Одеській області.
Березень 2025 р. до нині - завідувач кафедри поліцейської діяльності Національної академії внутрішніх справ.

## Наукова діяльність
У 2007 році захистив дисертацію на здобуття наукового ступеня кандидата юридичних наук за спеціальністю 12.00.07 – адміністративне право і процес; фінансове право; інформаційне право на тему «Громадський контроль за діяльністю міліції».
Бере активну участь у рецензуванні та опонуванні дисертаційних досліджень.
Член редакційної колегії наукового фахового видання України категорії «Б» у галузі юридичних наук (081 «Право», 293 «Міжнародне право») «Південноукраїнський правничий часопис» і наукового фахового видання України категорії «Б» у галузі юридичних наук (081 «Право», 293 «Міжнародне право», 255 «Озброєння та військова техніка», 256 «Національна безпека») «Морська безпека та оборона».
Є автором 225-ти наукових, науково-методичних, науково-практичних та навчальних видань.
Під науковим керівництвом підготовлено 11 кандидатів юридичних наук (докторів філософії).
Керівник наукової школи «Сучасні тенденції публічного адміністрування у правоохоронній сфері». 

### Свідоцтва про реєстрацію авторського права на твір
- Аудіовізуальний твір «Навчальний фільм «Діяльність міліції щодо виявлення та вилучення наркотиків у особи» / М.М. Дивак, М.В. Антонюк, С.Г. Братель, Н.В. Галан, А.М. Кротюк, Д.Й. Никифорчук, В.В. Поливода, В.В. Сокуренко, О.С. Степанов, О.М. Стрільців. А.с. № 43250 ; заявл. 13.04.2012.
- Програмний продукт «Мультимедійний навчальний посібник «Організація діяльності міліції громадської безпеки» / С.Ф. Константінов, С.Г. Братель, О.Ю. Дрозд, В.М. Білик, В.І. Варивода, Н.І. Золотарьова, Я.М. Квітка, В.А. Куліков, І.О. Луговий, М.К. Павлівський, В.В. Підвисоцький. А.с. № 49414; заявл. 31.05.2013
- Програмний продукт «Навчальна інформаційно-довідкова програма «Автоматизоване робоче місце дільничного інспектора міліції» / С.Г. Братель, С.І. Братков, О.Ю. Дрозд, А.В. Запорожцев, С.Ф. Константінов, В.А. Куліков, І.О. Луговий, Ю.Ю. Орлов, Т.В. Пуйко. А.с. № 51677; заявл. 10.10.2013.
- Програмний продукт «Мультимедійний навчальний посібник «Адміністративні проступки, підвідомчі міліції: кваліфікація, доказування, особливості провадження» / С.Ф. Константінов, С.Г. Братель, С.М. Рогозін, О.Є. Ткаченко, О.Ю. Дрозд, В.М. Білик, В.І. Варивода, Я.М. Квітка, В.А. Куліков, І.О. Луговий, Л.Є. Вільхова. А.с. № 52591; заявл. 16.12.2013.
- Програмний продукт «Мультимедійний навчальний посібник «Адміністративна діяльність органів внутрішніх справ» / С.Ф. Константінов, С.Г. Братель, С.М. Рогозін, О.Є. Ткаченко, О.Ю. Дрозд, В.М. Білик, В.І. Варивода, Я.М. Квітка, В.А. Куліков, І.О. Луговий, Л.Є. Вільхова, В.Г. Дрозд, К.П. Ключник. А.с. № 52592; заявл. 16.12.2013.
- Науковий твір «Мультимедійний навчальний посібник "Антикорупційна політика в Україні» / Василинчук В.В., Братель С.Г., Миронець Ю.А., Хуторянський О.В., Запотоцький А.П., Марков М.М., Васільєв А.С.  А.с. № 73055; заявл. 24.07.2017.
- Літературно-письмовий твір науково-художнього характеру «Закон. Честь. Знання. 100 років надбання» / Д.В. Швець, М.В. Корнієнко, С.Г. Братель, А.А. Нікітін, В.В. Крикун, О.М. Дубенко, В.М. Галунько, О.О. Шкута, В.Я. Конопельський, Л.Г. Матвєєва, Г.К. Тетерятник, А.В. Денисова, В.О. Меркулова, Х.П. Ярмакі, С.В. Албул, Т.Л. Коломійченко, О.Г. Поліщук, Н.В. Медведенко, О.І. Витяганець. А.с. № 121323; заявл. 15.08.2023.
- Літературно-письмовий твір науково-художнього характеру «Науково-педагогічний розвиток та здобутки ОДУВС у персоналіях» / Д.В. Швець, М.В. Корнієнко, С.Г. Братель, А.А. Нікітін, В.В. Крикун, О.М. Дубенко, В.М. Галунько, О.О. Шкута, В.Я. Конопельський, Л.Г. Матвєєва, Г.К. Тетерятник, А.В. Денисова, В.О. Меркулова, Х.П. Ярмакі, С.В. Албул, Т.Л. Коломійченко, О.Г. Поліщук, Н.В. Медведенко, О.І. Витяганець. А.с. № 121324; заявл. 15.08.2023.